# 沼部駅
沼部駅（ぬまべえき）は、東京都大田区田園調布本町にある、東急電鉄東急多摩川線の駅である。駅番号はTM02。

## 歴史

### 年表
- 1923年（大正12年）3月11日：目黒蒲田電鉄（現・東急電鉄）の丸子駅（まるこえき）として開設[1]。
- 1924年（大正13年）4月1日：武蔵丸子駅（むさしまるこえき）へ改称[2]。
- 1926年（大正15年）1月1日：沼部駅（ぬまべえき）へ改称[3]。
- 2000年（平成12年）8月6日：目蒲線が東急多摩川線と目黒線へ分割、当駅は東急多摩川線の駅となる[4][5]。

### 駅名の由来
駅所在地が古来丸子荘であったことに因み、「丸子駅」と名付けた。後に旧国名を冠称して「武蔵丸子駅」とされ、さらに地名から「沼部駅」とされた。改称当時の所在地は荏原郡調布村大字下沼部であった。

## 駅構造
相対式ホーム2面2線を有する地上駅。
両ホームに改札が設置されているが、跨線橋等は設置されていないため改札内でのホーム間移動は不可。トイレは2番線側にあり、多機能トイレも併設している。また、多摩川方面行列車は、終点多摩川でのドアが開く方向をアナウンスする。かつて駅舎と改札口は蒲田方面ホーム側にしかなく、両ホームは構内踏切で連絡していた。

### のりば
| 番線 | 路線         | 方向 | 行先             |
| ---- | ------------ | ---- | ---------------- |
| 1    | 東急多摩川線 | 下り | 下丸子・蒲田方面 |
| 2    | 東急多摩川線 | 上り | 多摩川方面       |

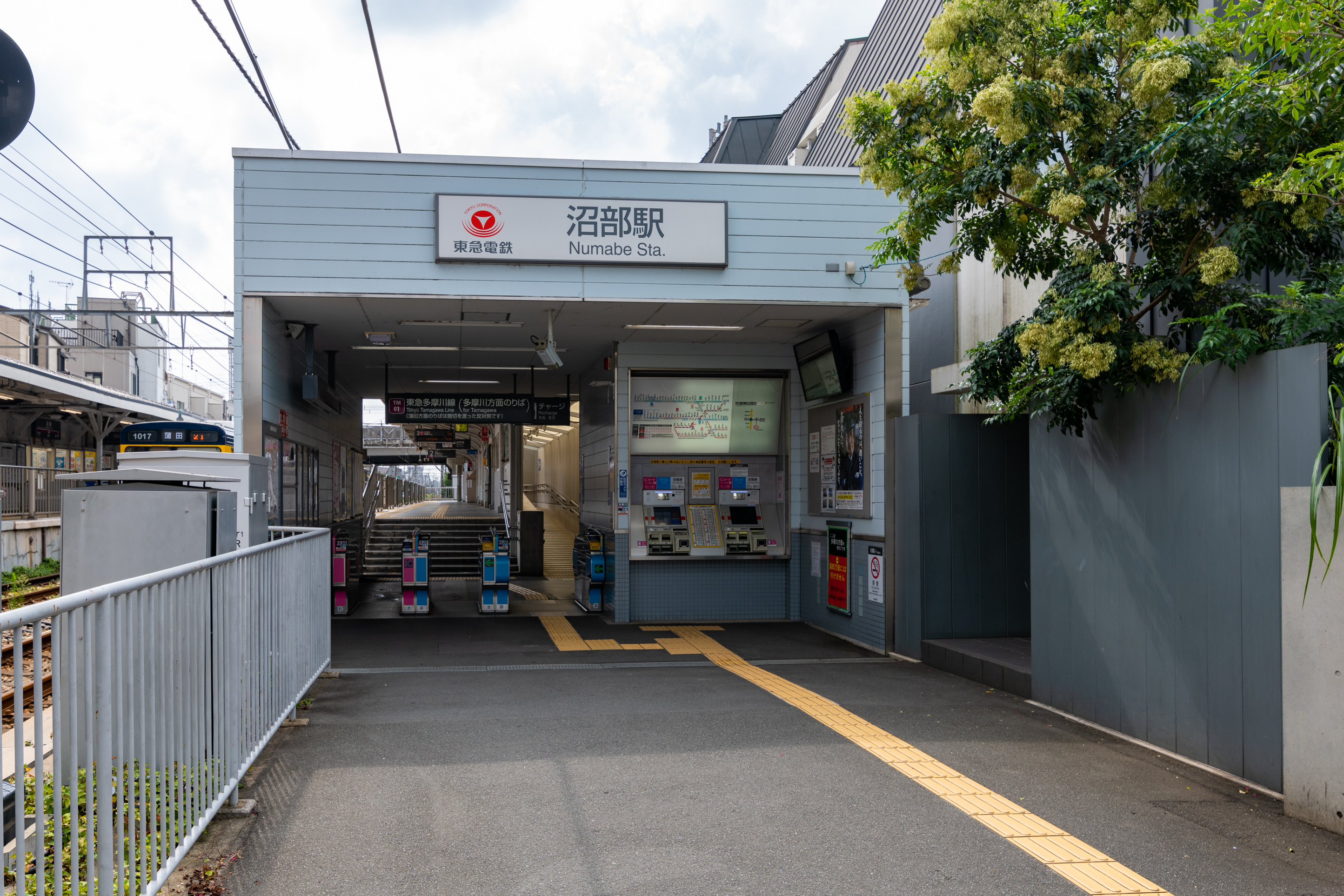
多摩川方面駅舎 （2021年8月）
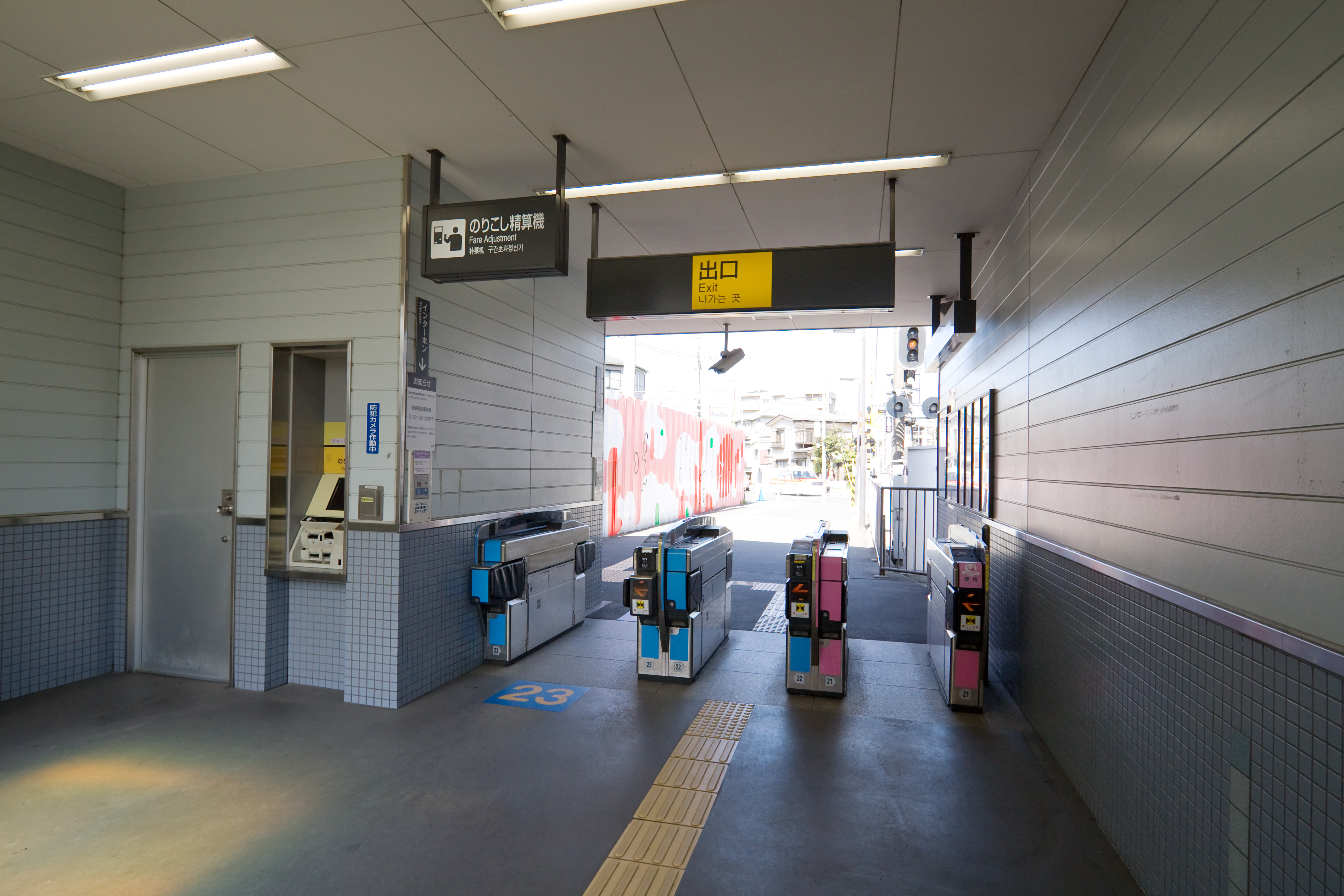
改札口（多摩川方面ホーム） （2010年3月）
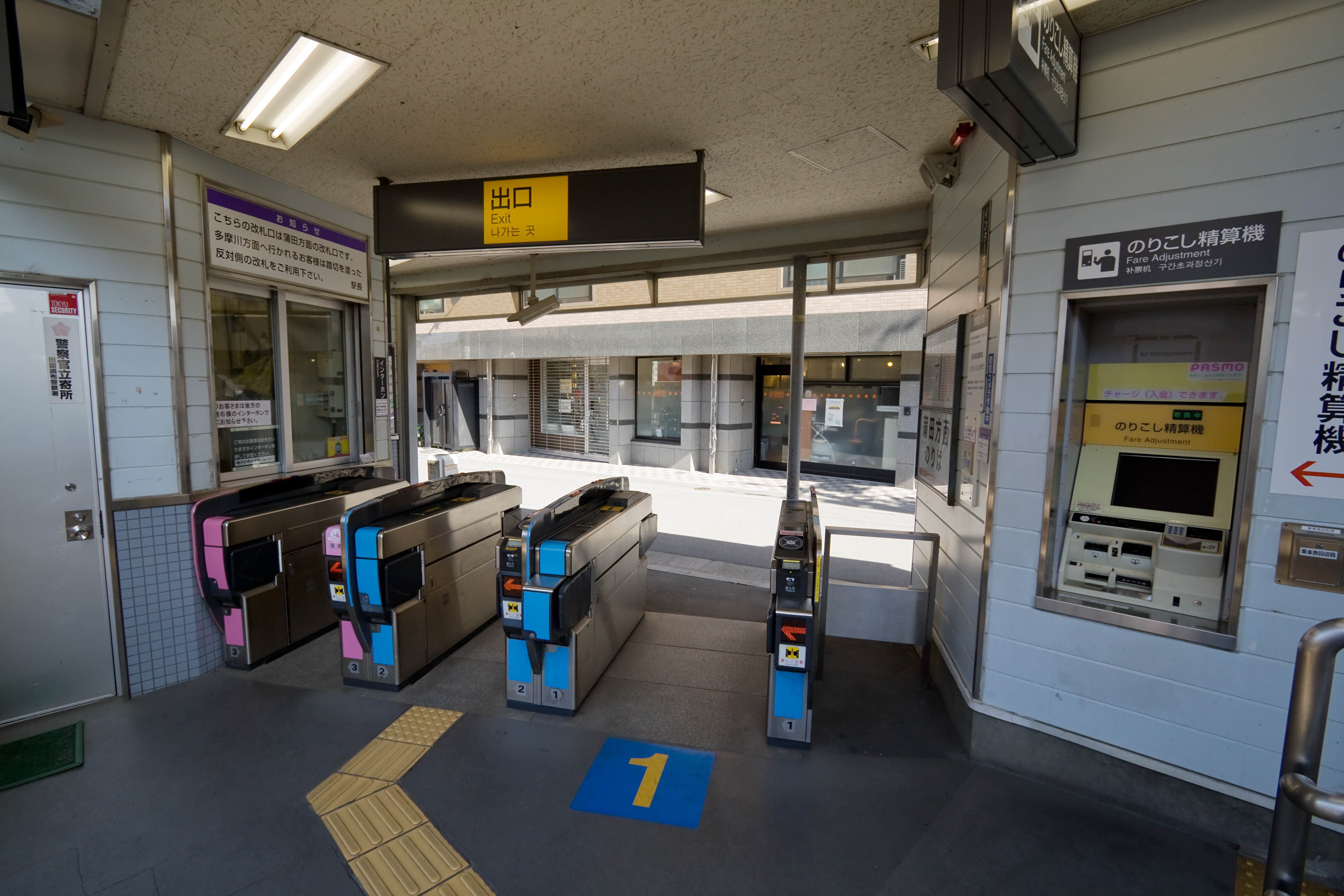
改札口（蒲田方面ホーム） （2010年3月）
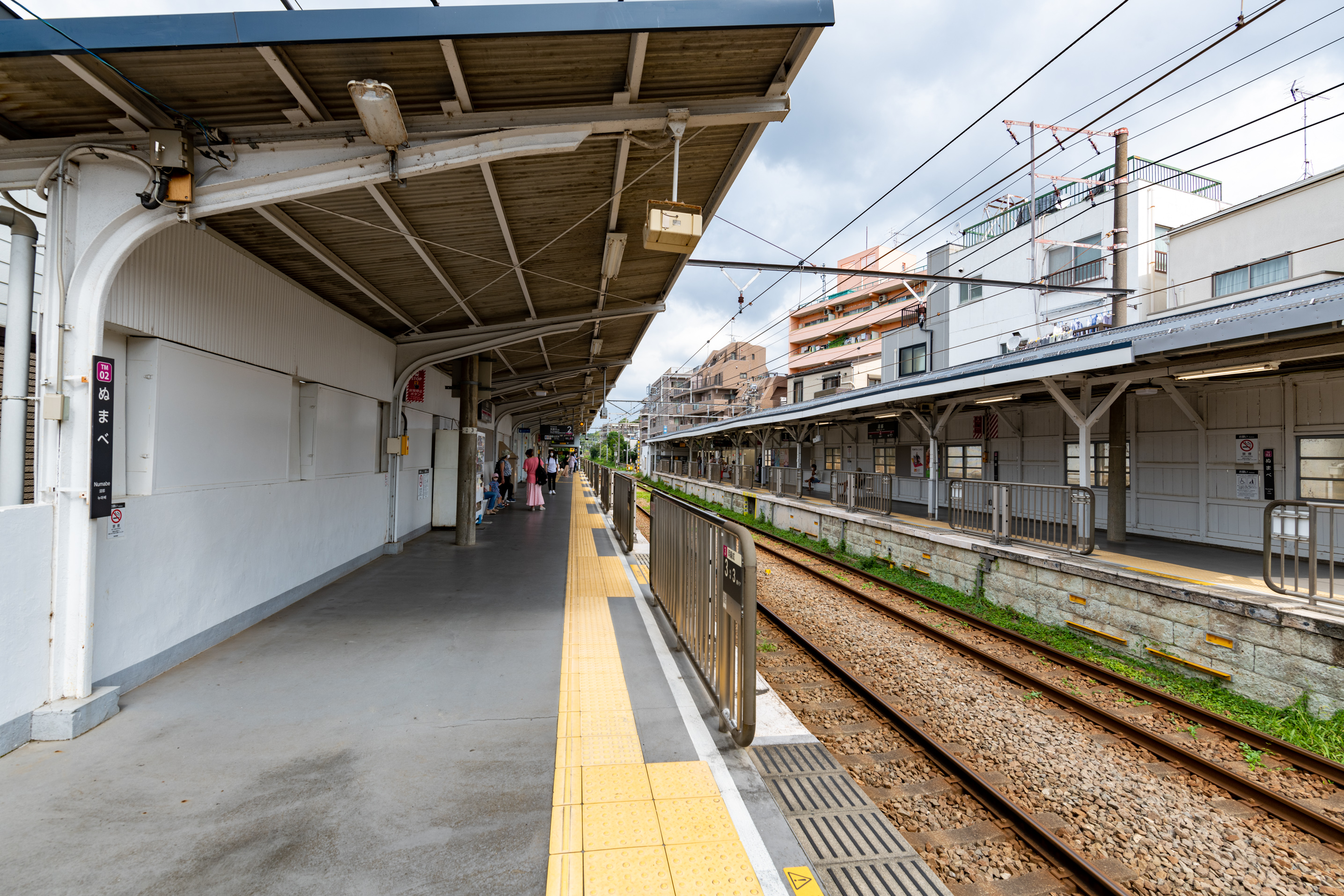
ホーム （2021年8月）

## 利用状況
2024年度（令和6年度）の1日平均乗降人員は10,289人である。
近年の1日平均乗降・乗車人員の推移は以下の通り。
| 年度               | 1日平均 乗降人員 | 1日平均 乗車人員 | 出典     |
| ------------------ | ---------------- | ---------------- | -------- |
| 1990年（平成02年） |                  | 5,948            | [ * 1 ]  |
| 1991年（平成03年） |                  | 5,869            | [ * 2 ]  |
| 1992年（平成04年） |                  | 5,973            | [ * 3 ]  |
| 1993年（平成05年） |                  | 5,921            | [ * 4 ]  |
| 1994年（平成06年） |                  | 5,953            | [ * 5 ]  |
| 1995年（平成07年） |                  | 5,956            | [ * 6 ]  |
| 1996年（平成08年） |                  | 5,986            | [ * 7 ]  |
| 1997年（平成09年） |                  | 5,953            | [ * 8 ]  |
| 1998年（平成10年） |                  | 5,877            | [ * 9 ]  |
| 1999年（平成11年） |                  | 5,604            | [ * 10 ] |
| 2000年（平成12年） |                  | 5,556            | [ * 11 ] |
| 2001年（平成13年） |                  | 5,439            | [ * 12 ] |
| 2002年（平成14年） | 10,477           | 5,277            | [ * 13 ] |
| 2003年（平成15年） | 10,114           | 5,101            | [ * 14 ] |
| 2004年（平成16年） | 10,048           | 5,112            | [ * 15 ] |
| 2005年（平成17年） | 9,891            | 5,038            | [ * 16 ] |
| 2006年（平成18年） | 9,977            | 5,079            | [ * 17 ] |
| 2007年（平成19年） | 9,948            | 5,063            | [ * 18 ] |
| 2008年（平成20年） | 10,053           | 5,093            | [ * 19 ] |
| 2009年（平成21年） | 10,108           | 5,104            | [ * 20 ] |
| 2010年（平成22年） | 9,934            | 5,011            | [ * 21 ] |
| 2011年（平成23年） | 9,978            | 5,038            | [ * 22 ] |
| 2012年（平成24年） | 10,249           | 5,164            | [ * 23 ] |
| 2013年（平成25年） | 10,418           | 5,249            | [ * 24 ] |
| 2014年（平成26年） | 10,557           | 5,304            | [ * 25 ] |
| 2015年（平成27年） | 10,762           | 5,404            | [ * 26 ] |
| 2016年（平成28年） | 11,005           | 5,515            | [ * 27 ] |
| 2017年（平成29年） | 11,149           | 5,584            | [ * 28 ] |
| 2018年（平成30年） | 11,058           | 5,545            | [ * 29 ] |
| 2019年（令和元年） | 10,877           | 5,456            | [ * 30 ] |
| 2020年（令和02年） | 8,038            |                  |          |
| 2021年（令和03年） | 8,862            |                  |          |
| 2022年（令和04年） | 9,476            |                  |          |
| 2023年（令和05年） | 9,937            |                  |          |
| 2024年（令和06年） | 10,289           |                  |          |

## 駅周辺
- 東京都立田園調布高等学校
- 大田区立大田図書館
- 田園調布本町郵便局
- 桜坂：福山雅治の楽曲「桜坂」で有名となった桜の名所。
- 丸子橋
- 品鶴線 多摩川橋梁
- 多摩川
- 多摩川緑地
- 東急池上線 御嶽山駅：約1km。

## 隣の駅
東急電鉄
 東急多摩川線
多摩川駅 (TM01) - 沼部駅 (TM02) - 鵜の木駅 (TM03)